# راش اسپرینگز (اکلاهما)
راش اسپرینگز(به انگلیسی: Rush Springs) شهری در ایالت اکلاهما کشور ایالات متحده آمریکا است که جمعیت آن در سرشماری سال ۲۰۱۰ میلادی، ۱٬۲۳۱ نفر بوده‌است.